# Upplands runinskrifter 1135
Upplands runinskrifter 1135 är ett vikingatida runstensfragment i Ackarby, Dannemora socken och Östhammars kommun. Runstenen är av granit, 0,85 meter hög och 0,5 meter bred. Runhöjden är 4-4,5 centimeter. Stenen låg tidigare som trappsten framför ett avträde och flyttades till sin nuvarande plats 1935.

## Inskriften
Translitterering av runraden:
runfast... ...(a)-... ...-uast · yfitr ...
Normalisering till runsvenska:
ʀunfast[r] ... ... æftiʀ ...
Översättning till nusvenska:
Runfast ... efter ...